# Takahiro Ogihara
Takahiro Ogihara (n. 5 octombrie 1991) este un fotbalist japonez.

## Statistici
El a avut 102 apariții în care a marcat 8 goluri.
| Japonia | Japonia | Japonia |
| An      | Meciuri | Goluri  |
| ------- | ------- | ------- |
| 2013    | 1       | 0       |
| Total   | 1       | 0       |